# Iglesia de Santa María del Valle
La iglesia de Santa María del Valle es un inmueble de la localidad española de Aldeanueva de Cameros, en la provincia de La Rioja.

## Descripción
El edificio se encuentra en la localidad española de Aldeanueva de Cameros, en el municipio de Villanueva de Cameros, perteneciente a la provincia de La Rioja. Se menciona como iglesia parroquial del lugar en el primer volumen del Diccionario geográfico-estadístico-histórico de España y sus posesiones de Ultramar de Pascual Madoz, donde aparece descrita con las siguientes palabras:

las pensiones ó réditos sirven para satisfacer al maestro 2,580 rs. de sueldo, invirtiéndose el resto conforme á la voluntad del fundador, en reparos del local en que se halla la escuela, y en conservar el órgano de la igl. parr.: está bajo la advocacion de Sta. Maria del Valle, se encuentra servida por un cura beneficiado (hoy dia por un ecónomo), cuya plaza provée el diocesano mediante opocision en concurso general.
(Madoz, 1845, p. 502)